# Thượng Hoàng hậu Michiko
Thượng Hoàng Hậu Michiko (上皇后 美智子 (Thượng Hoàng Hậu Mĩ Trí Tử) Jōkōgō Michiko, sinh ngày 20 tháng 10 năm 1934) là Hoàng hậu của Thượng Hoàng Akihito. Bà là người có xuất thân thường dân đầu tiên kết hôn với thành viên của Hoàng thất Nhật Bản. Từng là Hoàng thái tử phi và sau là Hoàng hậu, bà trở thành Hoàng hậu xuất hiện trước công chúng nhiều nhất và đi thăm viếng trong phạm vi rộng rãi nhất trong lịch sử Nhật Bản. Sau khi chồng bà thoái vị vào ngày 30 tháng 4 năm 2019, bà cũng trở thành Thượng hoàng hậu.

## Tiểu sử
Shōda Michiko (正田 美智子) sinh ra tại bệnh viện Đại học Hoàng gia Tokyo (東京大学医学部附属病院) ở Hongō, Tokyo (nay là phía đông Bunkyo, Tokyo) có bố là ông Shōda Hidesaburō (正田 英三郎), chủ tịch danh dự của Tập đoàn Bột mì Nisshin Seifun và mẹ là Shoda Fumiko (正田富美子, 1909－1988).
Bố của bà, Hidesaburo, là con trai của nhà tư bản công nghiệp Shoda Teiichiro và vợ là Shoda Kinu (正田きぬ). Thông qua công việc truyền giáo của cha xứ có tên Joseph Flaujac tại ngôi làng Ueno gần Tatebayashi, Gunma đã gieo niềm tin vào Công giáo cho gia tộc Shoda.
Mẹ là bà Fumiko thuộc dòng họ danh giá Soejima (副島) gốc ở tỉnh Saga nhưng sinh ra và lớn lên tại Thượng Hải trong 16 năm, thông thạo tiếng Hán, con gái của ông Soejima Kosho (副島 纲雄), uỷ viên tổ chức "Quốc sách hội xã" đồng thời làm quản lý chi nhánh Giang Thương Thượng Hải. Bà trở về quê hương vào tháng 9 năm 1923, sống tại Tokyo và theo học trường nữ sinh Futaba ở khu Kōjimachi. Trong một cuộc mít tinh cầu nguyện thường diễn ra của trường nữ Futaba, bà có dịp gặp mẹ chồng tương lai, sau đó kết hôn năm 19 tuổi. Sau khi kết hôn, hai vợ chồng sống ở Đức 2 năm và sinh con trai đầu Shoda Iwao (正田 巌) tại Berlin. Sau khi về nước, sinh Michiko, Emiko và con trai út Shoda Osamu (正田 修) nay là chủ tịch của Nisshin. Bà từng được ca ngợi là "người phụ nữ quý phái với thần thái và khí chất của thời đại Minh Trị" nhưng khi con gái Michiko bước chân vào hoàng gia, bà đã chịu đả kích nặng nề. Sau này hôn sự của Michiko diễn ra, nhóm quý tộc Kazoku cũ bên hoàng thất công kích mạnh mẽ về quá khứ sống ở Thượng Hải của người mẹ, theo đó Michiko gặp áp lực về cả thể chất lẫn tinh thần trong thời gian này. Và để ngăn chặn việc bôi nhọ vô lý này, bà Fumiko gần như không tham gia vào các tổ chức xã hội nào nữa.
Michiko đã lớn lên trong gia đình đại tư sản và tiếp nhận nền giáo dục toàn diện của truyền thống lẫn phương Tây như học nói tiếng Anh, chơi dương cầm và được hướng theo các môn nghệ thuật như hội họa, nấu ăn và Kodo. Bà là cháu gái của các học giả trong đó có Kenjirō Shōda, nhà toán học từng là chủ tịch của Đại học Osaka từ năm 1954 đến năm 1960. Năm 1927, bà nội của Michiko được cha xứ làm lễ rửa tại nhà thờ Tokyo Sekiguchi và trở thành một người Công giáo sùng đạo. Tang lễ của bà nội và ông nội Shoda (người thành lập nên Tập đoàn Nisshin Seifun) và người cô, Shoda Shoda đều được tổ chức tại nhà thờ Thánh Ignatius ở Sakaimachi, Chiyoda-ku. Mẹ và em gái Emiko cũng được rửa tội tại Bệnh viện Quốc tế St. Luke (St. Luke's International Hospital). Dù được sinh ra trong gia đình Công giáo và theo học các trường tư Công giáo nhưng Michiko lại chưa từng làm lễ rửa tội.

### Thời thơ ấu

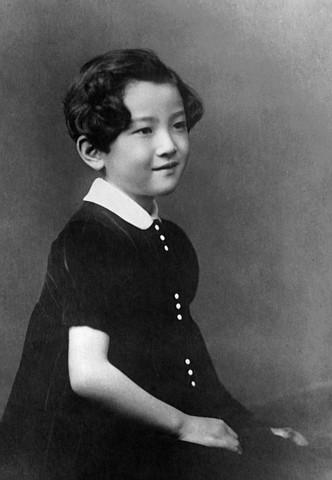
Michiko Shoda năm 1940 khi lên 6 tuổi.

Lúc bé, Michiko có biệt danh là "Temple-chan" nhờ mái tóc được tạo kiểu uốn sóng màu ánh đỏ khá hiếm với các bé gái thời đó, giống kiểu tóc của ngôi sao nhí Shirley Temple. Cô bé từng học các trường mẫu giáo Yamatomura Yochien (大和郷幼稚園) và Futaba (雙葉小学校附属幼稚園) thuộc hệ thống trường tư Futaba Gakuen (学校法人雙葉学園). Năm 1941, vào học trường tiểu học Futaba (雙葉学園雙葉小学) ở Chiyoda, Tokyo nhưng phải tạm nghỉ vào năm lớp 4 do quân Mỹ ném bom trong Chiến tranh thế giới thứ 2. Sau đó bà tiếp tục về học ở các tỉnh Kanagawa (trong thị trấn Katase, nay là một phần của thành phố Fujisawa), Gunma (tại Tatebayashi, quê hương của gia đình Shōda) và Nagano (thị trấn Karuizawa, nơi Shōda từng có 1 ngôi nhà nghỉ dưỡng thứ 2). Michiko quay lại Tokyo năm 1946 và hoàn thành bậc tiểu học tại Futaba, sau đó là trường trung học Seishin (聖心女子学院) ở Minato, Tokyo và tốt nghiệp năm 1953.
Sau khi vào đại học, được người nhà gọi bằng tên "Mitchi" (ミッチ). Năm 1957, bà tốt nghiệp loại xuất sắc (summa cum laude) từ khoa Văn của Đại học tư thục Thánh Tâm, Tokyo với bằng cử nhân ngành Văn học Anh. Bà cũng theo học các khoá học tại Harvard và Oxford.
Do xuất thân từ một gia đình đặc biệt giàu có nên bố mẹ bà chọn lọc rất kỹ lưỡng đối tượng kết hôn cho con gái. Thực tế, đã có vài ứng viên được nhắm đến cho hôn nhân với bà trong những năm 1950.
Những người viết tiểu sử về nhà văn Mishima Yukio trong đó có Henry Scott Stokes (tác giả cuốn Cuộc đời và cái chết của Mishima Yukio xuất bản bởi Cooper Square Press năm 2000) cho rằng nhà văn đã từng tính đến việc kết hôn với Shoda Michiko, và ông đã được giới thiệu đi xem mặt với bà trong thập niên 1950.

## Hôn nhân
Tháng 8 năm 1957, Michiko gặp gỡ hoàng thái tử Akihito tại một sân quần vợt ở Karuizawa. Hội nghị Hoàng thất (một cơ quan ban gồm Thủ tướng Nhật Bản, các viên chức chủ tọa của hai viện trong Quốc hội Nhật Bản, thẩm phán tối cao, và hai thành viên trong hoàng tộc) đã chính thức tán thành việc để Shōda Michiko lên làm Hoàng thái tử phi vào ngày 27 tháng 11 năm 1958.
Trong thập niên 1950, nền quân chủ Nhật Bản trong đó có Cung Nội Sảnh (宮内庁 - Kunaicho) sẽ chọn hôn thê cho Hoàng thái tử Akihito từ tầng lớp  quý tộc cũ (Kazoku hay Hoa tộc) hoặc một nhánh xa trong hoàng tộc. Một số người bảo thủ phản đối hôn sự, do Michiko theo trường Công giáo (mặc dù bản thân cô dâu tương lai không phải là Kitô hữu) cùng với việc Hoàng hậu Kojun cũng không đồng tình. Khi hoàng hậu Kojun qua đời vào năm 2000, Reuters đưa tin rằng Hoàng hậu Kojun đã khiến con dâu phải suy nhược thần kinh vào đầu thập niên 1960..
Hai người kết hôn vào ngày 10 tháng 4 năm 1959. Họ có ba người con là:
- Thiên Hoàng Naruhito: sinh ngày 23 tháng 2 năm 1960
- Thân vương Fumihito: sinh ngày 30 tháng 11 năm 1965
- Cựu Nội thân vương Sayako: sinh ngày 18 tháng 4 năm 1969

Sau khi Thiên hoàng Hirohito qua đời vào ngày 7 tháng 1 năm 1989, phu quân của bà trở thành Thiên hoàng thứ 125 của Nhật Bản và bà trở thành Hoàng hậu. Thiên hoàng và Hoàng hậu mới được đưa lên ngôi (Sokui Rei Seiden no Gi) tại Hoàng Cư ở Tokyo vào ngày 12 tháng 11 năm 1990.
Từng bị mất đi giọng nói trong bảy tháng trong đợt mắc chứng suy nhược thần kinh vào thập niên 1960, Hoàng hậu lại bị mất giọng nói trong vài tháng vào mùa thu năm 1993.

## Trách nhiệm chính thức

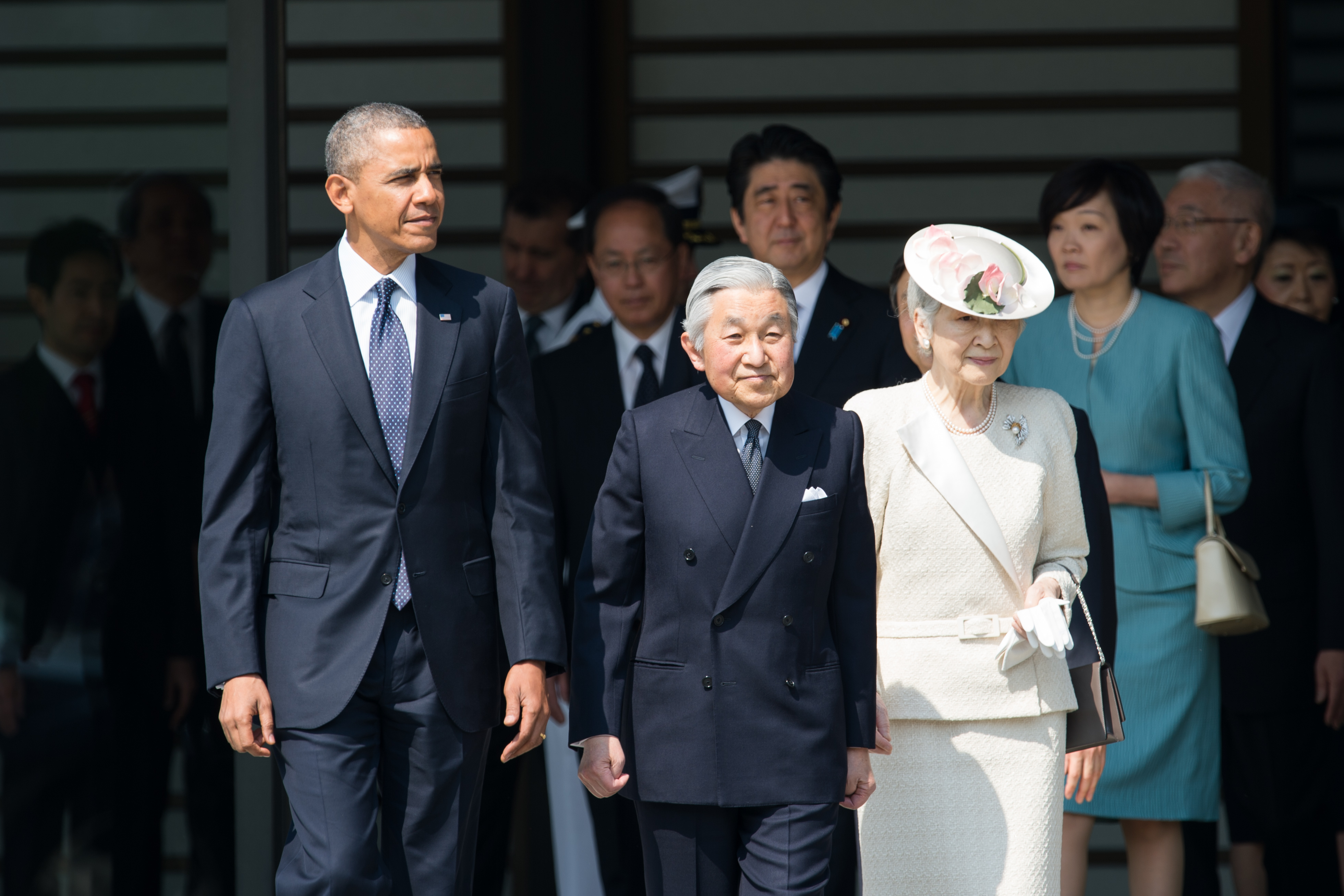
Thượng Hoàng Akihito và Thái hậu Michiko trong một buổi tiếp đón Tổng thống Barack Obama vào tháng 4 năm 2014

Hoàng hậu được trông đợi sẽ là hiện thân của các giá trị như tính thùy mị và sự thanh khiết. Bà đã thể hiện một ý thức mạnh mẽ trong khi thi hành các bổn phận của mình, khiến bà được dân chúng Nhật Bản ngưỡng mộ.
Khi còn là Hoàng thái tử và Hoàng thái tử phi, Akihito và Michiko đã thực hiện các chuyến thăm chính thức đến 37 quốc gia. Từ khi đăng cơ, hai người đã viếng thăm thêm mười tám quốc gia khác, và đã làm nhiều điều để Hoàng thất trở nên gần gũi hơn với xã hội Nhật Bản đương đại.
Các bổn phận chính thức của bà, ngoài việc thăm viếng ngoại quốc, còn bao gồm tham dự các sự kiện và buổi lễ, cả trong và ngoài Hoàng Cư, thăm các cơ sở phúc lợi và văn hóa cũng như tiếp các khách chính thức bao gồm cả khách cấp nhà nước. Ví dụ, năm 2007, bà đã tham dự trên 300 cuộc họp. Bà cũng tham gia các nghi lễ tôn giáo với Thiên hoàng, như viếng thăm các đền thờ Thần đạo và Lăng mộ Hoàng thất để cúng tế cho linh hồn của tổ tiên. Ngoài ra, bà là một nghệ sĩ chơi đàn dương cầm cổ điển hoàn hảo.
Một trong các bổn phận quan trọng nhất của bà là trong lễ kỉ niệm thu hoạch tằm tơ tại Ngự dưỡng tàm sở Momijiyama, là trang trại dâu tằm tơ trong khu đất của Hoàng Cư. Đích thân hoàng hậu sẽ nuôi tằm bằng lá dâu và chăm sóc chúng, và thu hoạch. Từ năm 1994, một phần sản phẩm tơ do bà sản xuất được đưa đến kho Shōsōin (Chính Thương viện) tại Nara. Sản xuất và thu hoạch sản phẩm tơ là một phần bổn phận của bà trong nghi lễ, có nguồn gốc từ Thần đạo, văn hóa và truyền thống Nhật Bản.
Ngày 30 tháng 4 năm 2019, Thiên hoàng Akihito thoái vị và nhường ngôi cho Hoàng thái tử Naruhito và trở thành Thượng hoàng. Hoàng hậu Michiko, theo quy định mới trong hiến pháp cũng không còn là Hoàng hậu nữa mà chính thức trở thành 「Thượng hoàng hậu; 上皇后」, tiếng Anh là "Empress Emerita", đồng thời nhường vị trí Hoàng hậu cho Thái tử phi Masako.